# Унташ-Напириша
Унташ-Напириша — царь Элама, правил приблизительно в 1275 — 1240 годах до н. э. Сын Хумбан-нумены I. Его имя означает: «Мне помогал великий бог». Под «Великим богом» подразумевается бог Хумпан. Поэтому имя царя раньше чаще всего читали как Унташ-Хумпан. Однако имя бога Хумпана было, очевидно уже в начале 2-го тысячелетия до н. э., подвергнуто табу и писалось с тех пор в эламских надписях, как правило, в шумерском словесном знаке DGAL (дингир.гал, по-эламски напи-риша) со значением «великий бог». Поэтому имя Унташ-Напириша встречается и в таком написании — Унташ-Гал.

## Поход в Вавилонию
В его правление Элам династии Игехалкидов достиг наивысшего расцвета. При Унташ-Напирише нашло своё высшее выражение и эламское искусство, особенно это касается архитектуры и скульптуры. Его царствование производит впечатление большой мощи в сочетании с доброжелательной разумностью. На протяжении всего своего долгого правления он использовал свою власть преимущественно для возведения сооружений внутригосударственного и религиозного характера. Во внешнеполитических делах он, похоже, лишь один-единственный раз прибёг к решительным мерам.
За период его царствования во враждебной соседней Вавилонии сменились несколько царей из касситской династии. Вавилонское царство переживало политические и экономические трудности. Унташ-Напириша хладнокровно наблюдал за быстро наступающим упадком Вавилонии. И, когда ему показалось, что настал подходящий момент, он предпринял внезапное вторжение. 
Об этом свидетельствует обнаруженный в Сузах обломок статуи Иммерии, вавилонского бога сил природы. Унташ-Напириша привёз её как трофей и сделал на нём надпись на аккадском языке. В этой надписи в  начале третьей строки имеется пробел для одного знака; затем следует: […]-li-ia-aš ([…]-ли-иа-аш). Ранее вместо пробела предполагали читать [Кашти]лиаш. А это означало бы, что статуя принадлежала касситокому царю Каштилиашу IV. Однако впоследствии предложено было гораздо более убедительное прочтение: [Туп]лияш. Оно точно вписывается в пробел (туп воспроизводится одним знаком). Туплияш это касситское название Эшнунны. Если, что вполне вероятно, Унташ-Напириша добыл статую именно здесь, то он прошёл через дружественный ему Варахсе и в районе Дера проник в Двуречье, затем разорил территорию Эшнунны, чьим богом-покровителем и был воплощенный в статуе Иммерия. Хотя прежнее чтение [Кашти]лиаш определяется, как неправильное, всё же не исключено, что Унташ-Напириша выступил в поход именно против этого касситского царя, ибо в период царствования Каштилиаша IV Вавилония переживала наибольший упадок. Как бы там ни было, эламиты ограничились в Вавилонии грабежом и, не пытаясь удержать захваченные земли, вернулись на родину.

## Строительство Дур-Унташа
Унташ-Напириша основал новый город-резиденцию Дур-Унташ («Крепость Унташа»; ныне городище Чога-Занбиль), где хорошо сохранились ступенчатая башня храма Хумпана и Иншушинака и развалины царских дворцов. В своей надписи царь обобщает самое существенное в постройке, а также посвящение его божествам:  

«После того как мне удалось доставить строительный материал, я построил здесь Дур-Унташ и создал священный округ. Я их окружил внутренним и внешним валами. Я воздвиг такой высокий храм, какой не удалось воздвигнуть ни одному из прежних царей, и я посвятил его богам Хумпану и Иншушинаку, покровителям священного округа. Моё строение и творение воистину принесено им в дар! Да царят здесь милость и законность Хумпана и Иншушинака!»
Всё было задумано и запроектировано с большим размахом. Колоссальный пятиступенчатый зиккурат, имеющий длину основания в 105 м, а в высоту возвышающийся более чем на 50 м (ныне сохранилось только 25 м), был обнесён внутренней стеной. Между нею и другой стеной были предусмотрены храмы для 22 божеств, однако было возведено лишь 13. Задуманный Унташ-Напиришей комплекс не был, таким образом, завершён при его жизни. Как это ни странно, но его потомки не стали продолжать работу над этим сооружением.
Царские дворцы и сам город были размещены на территории между вторым (средним) и третьим наружным валом. Один дворец, имеющий 116 м в длину и 58 м в ширину, являлся, по-видимому, гаремом Унташ-Напириши. Другое строение было, по-видимому, дворцом, где жил сам царь. В одной из комнат во время раскопок было обнаружено несколько прекрасных произведений искусства из слоновой кости. Под комнатами на западной стороне двора тщательно скрытые лестничные марши вели в подземные склепы на глубине 6 м, возможно, служившие царскими гробницами.
Наружная стена имела в длину свыше 4 километров. Делая надписи на многочисленных строительных кирпичах на эламском (а иногда и на аккадском) языке, Унташ-Напириша хотел придать своему произведению магическую силу:  

«Кто осмелится обстрелять вал священного округа(?), пробьёт в нём брешь, похитит надписанные кирпичи, сожжёт бревенчатое сооружение и откроет приближающемуся врагу ворота, того пусть поразит кара Хумпана, Иншушкнака и Киририши! Да не сохранит он под солнцем потомков!»

## Снабжение города водой
Значительные сложности должно было доставить Унташ-Напирише снабжение выстроенного города питьевой водой. Унташ-Напириша велел прокопать более чем 50-километровый канал, по которому пресная вода из реки Керхе потекла к городу. В самом начале ширина канала составляла до 7 м, но, постепенно сужаясь, у города равнялась приблизительно 1,5 м. Канал, разумеется, служил не только для снабжения водой Дур-Унташа, но одновременно и для орошения сельскохозяйственных угодий вдоль его протекания. Однако при подводе воды к городу перед строителями канала возникла проблема, связанная с тем, что город был расположен на несколько метров выше уровня воды в канале. Поэтому на конце канала в северной части города за пределами крепостного вала они создали большое водохранилище. Стены бассейна были выложены кирпичом скреплённым асфальтом. В нижней части водоёма, у самого основания стены обращённой к городу были проделаны девять отверстий, которые под землёй соединялись с другим меньшего размера водохранилищем уже внутри городской стены, из которого жители могли брать воду не выходя за городскую черту. Окончание работ было увековечено Унташ-Напиришей в надписи на аккадском языке: 

«Я, Унташ-Напириша, сын Хумпануммены, царь Суз и Аншана, во имя моей жизни и моего благополучия воспользовался правом царской власти и по велению сердца моего соорудил на многие дни и долгие годы канал „Слава моего имени“ и действительно посвятил его богам Хумпану и Иншушинаку, покровителям священного округа».

## Строительство в Сузах
Дур-Унташ, по-видимому, всегда был только священным городом, в котором царь и его приближённые проживали лишь временно. Столицей же Элама, бесспорно, оставались Сузы. И здесь Унташ-Напириша проявил себя как щедрый зодчий. Он в Сузах, видимо, также воздвиг большой зиккурат с храмом на верху. Этому святилищу он посвятил в дар свою статую из известняка. Эламская надпись на ней поддается расшифровке только частично. Толкование может быть следующим: во время торжественной процессии статуя царя была доставлена жителями Суз в храм на верху зиккурата, куда и была помещена. Здесь во время богослужений царь принимал, иногда собственной персоной, но чаще эту роль выполняла изображавшая его статуя, приходивших в храм или, как предполагали, постоянно присутствующих в нём главных божеств — Хумпана и Иншушинака.

## Жена
Его супруга Напир-Асу известна лишь по найденной в Сузах колоссальной бронзовой статуе, высотой почти в рост человека и весом более 1,7 тонны. Прискорбно, что у статуи отсутствует голова. Эламская надпись сообщает имя царицы: «Я, Напир-Асу, супруга Унташ-Напириши». Имя Напир-Асу, возможно, означает, «Луноподобная». За приведённым именем царицы следует проклятие тому, кто изменит надпись царицы или уничтожит её имя, кто посмеет украсть статую или переплавить её: 

«Да падет на него кара Хумпана, Киририши и Иншушинака. Да не найдётся ему места под солнцем и да не сохранится у него потомства! Я молилась, пусть всё это ниспошлёт над ними моя госпожа, великое божество!»
Унташ-Напириша был, по всей вероятности, современником ассирийского царя Салманасара I.
| Игехалкиды                      |                                     |                            |
| Предшественник: Хумбан-нумена I | царь Элама ок. 1275 — 1240 до н. э. | Преемник: Унпатар-Напириша |